# Emmersbach (Wüstung)
Emmersbach ist eine Wüstung in der Gemarkung Oberzell der Gemeinde Sinntal im Main-Kinzig-Kreis, im Bundesland Hessen in Deutschland.

## Lage
Emmersbach liegt 320 m über NN an der Mündung des Hämersbachs in die Schmale Sinn, 700 Meter nordwestlich von Oberzell.

## Geschichte
Das ehemalige Dorf Emmersbach gehörte im Heiligen Römischen Reich zunächst zum Kloster Fulda. Im 14. Jahrhundert gelangte es von dort als Pfand zur Herrschaft, später zur Grafschaft Hanau und folgend zur Grafschaft Hanau-Münzenberg. Es war Teil des Gerichts Altengronau. Den Grafen von Hanau gelang es allerdings im Prozess der Territorialisierung nicht, das Gericht Altengronau vollständig in ihre Grafschaft einzubinden: 1509 wurde das ehemalige Dorf als „wüst“ bezeichnet und befand sich im Besitz derer von Thüngen und von Hutten.
Nach dem Tod des letzten Hanauer Grafen, Johann Reinhard III., im Jahr 1736 erbten die Landgrafen von Hessen-Kassel die gesamte Grafschaft Hanau-Münzenberg. Das Areal der Wüstung Emmersbach gehörte so später zum Kurfürstentum Hessen und nach dessen Verwaltungsreform von 1821 zum Landkreis Schlüchtern. Heute gehört es zur Gemeinde Sinntal und damit seit der Hessischen Gebietsreform zum Main-Kinzig-Kreis.

## Historische Namensformen
- Omerspach (1339)
- Amerspach (1351)
- Emersbach (1453)
- Emmersbach (1509)